# Antonia Bañuelos
Antonia de Bañuelos Thorndike, född cirka 1856, död cirka 1926, var en spansk konstnär. Hon föddes i Rom i Italien och levde merparten av sitt liv i Paris i Frankrike.
Hon var dotter till greven av Bañuelos och lärjunge till den franske konstnären Charles Chaplin. Vid en utställning i Paris 1878 uppmärksammades flera av hennes porträtt, bland annat ett självporträtt. Vid en annan utställning 1880 visades hennes verk En gitarrspelare. Hennes verk Lilla fiskarna och Studie av ett skrattande spädbarn inkluderades i boken Women Painters of the World av Walter Shaw Sparrow.